# Záslužný letecký kříž (Spojené království)
Distinguished Flying Cross (Záslužný letecký kříž) je vojenské vyznamenání udělované ve Spojeném království pilotům Royal Air Force nebo dříve důstojníkům letectev zemí Commonwealthu za odvážný čin nebo činy, hrdinství, odvahu a statečnost nebo příkladnou službu ve vzdušných operacích proti nepříteli. Jeho nositelé jsou oprávněni používat za svým jménem zkratku DFC.
Ocenění vzniklo 3. června 1918, krátce po založení RAF. Do konce první světové války bylo uděleno přibližně 1100 vyznamenání DFC. Během druhé světové války to už bylo 20 354 DFC, nejvíce ze všech britských vyznamenání.
Za druhé světové války byla tímto vyznamenáním oceněna řada Čechoslováků, z nichž jsou pravděpodobně nejznámější generál František Fajtl, Karel Kuttelwascher, Josef František a Alois Vašátko. Mezi další nositele z řad československých letců patří Otto Smik, Jiří Maňák, Karel Mrázek, Miloslav Mansfeld, Václav Korda, Jaroslav Hlaďo nebo navigátor Jan Gellner.
První ženou, která byla Záslužným leteckým křížem vyznamenána, se stala v roce 2008 Michelle Goodmanová.

## Druhy stuh
| Období       | Stužka prvonositele | Stužka dvojnásobného nositele | Stužka trojnásobného nositele |
| ------------ | ------------------- | ----------------------------- | ----------------------------- |
| 1918–1919    | DFC                 | DFC                           | DFC                           |
| od roku 1919 | DFC                 | DFC                           | DFC                           |